# 布朗大学
布朗大学（英語：Brown University），简称布朗（英語：Brown），位于美国罗德岛州普罗维登斯市，是美国八所著名常春藤盟校之一，布朗大学也是美国第一所接受任何宗教背景的学生入学的學府，前身为1764年创立的美洲新英格兰英属罗德岛和普罗维登斯殖民地学院（英語：College in the English Colony of Rhode Island and Providence Plantations, In New England, In America）。
布朗大学的入学竞争极为激烈，是全美所有具有博士授予权的機構中列于第6最低的錄取率。截止2017年，共有7位校友及教职工曾获得诺贝尔奖（其中1位校友）。

## 校園

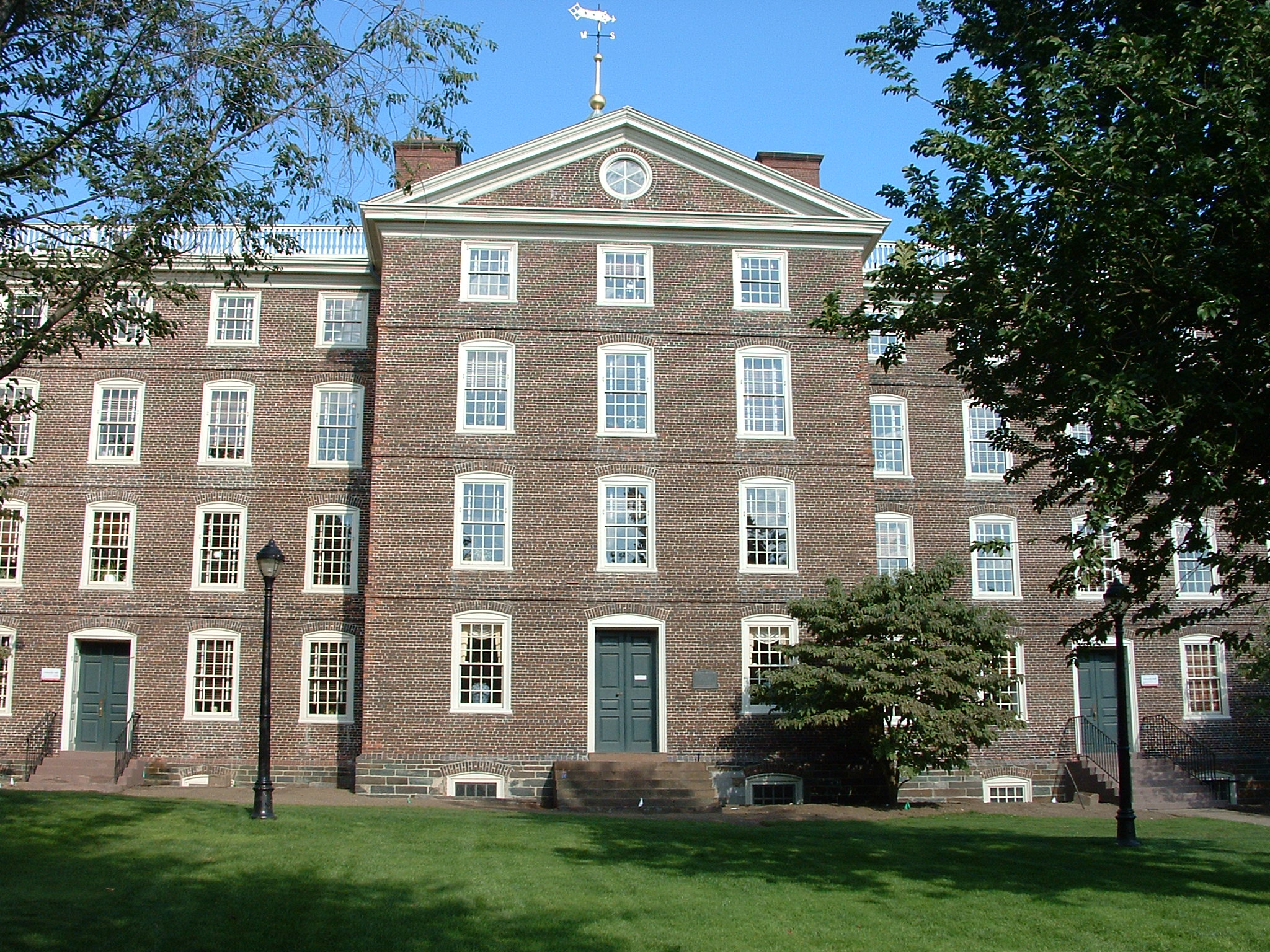
大学楼（1770）
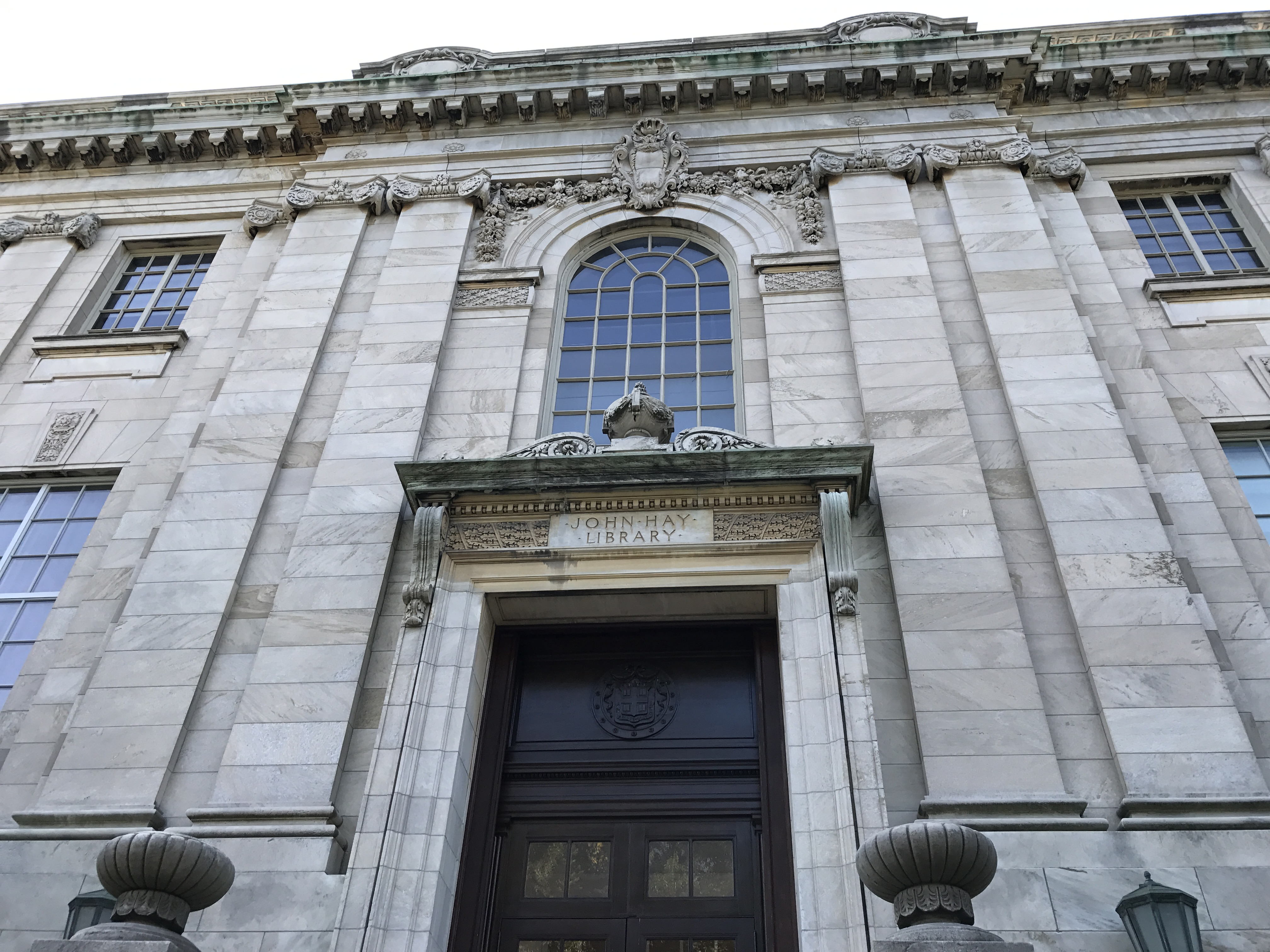
约翰·海图书馆（1910）
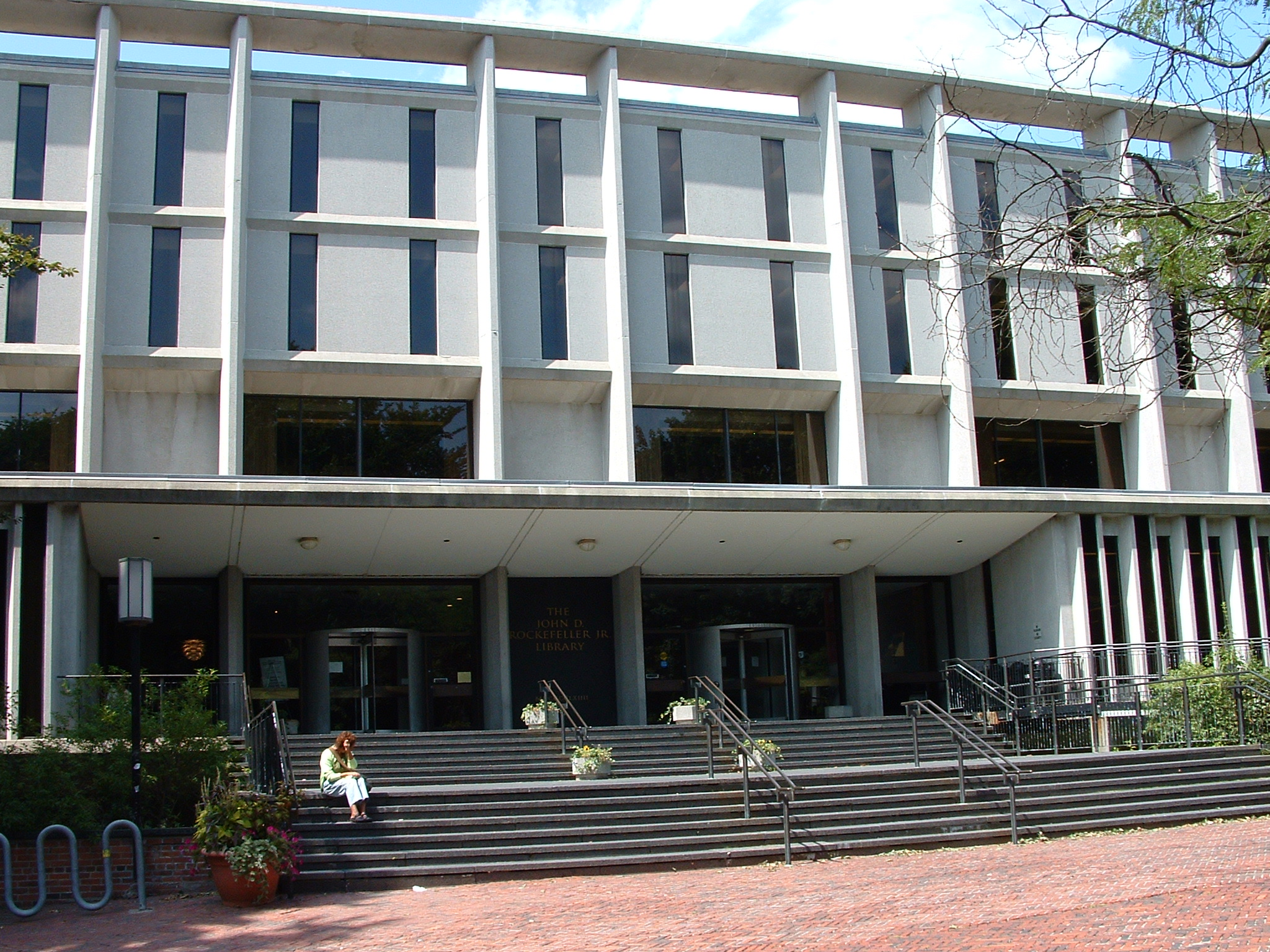
小洛克菲勒图书馆（1964）
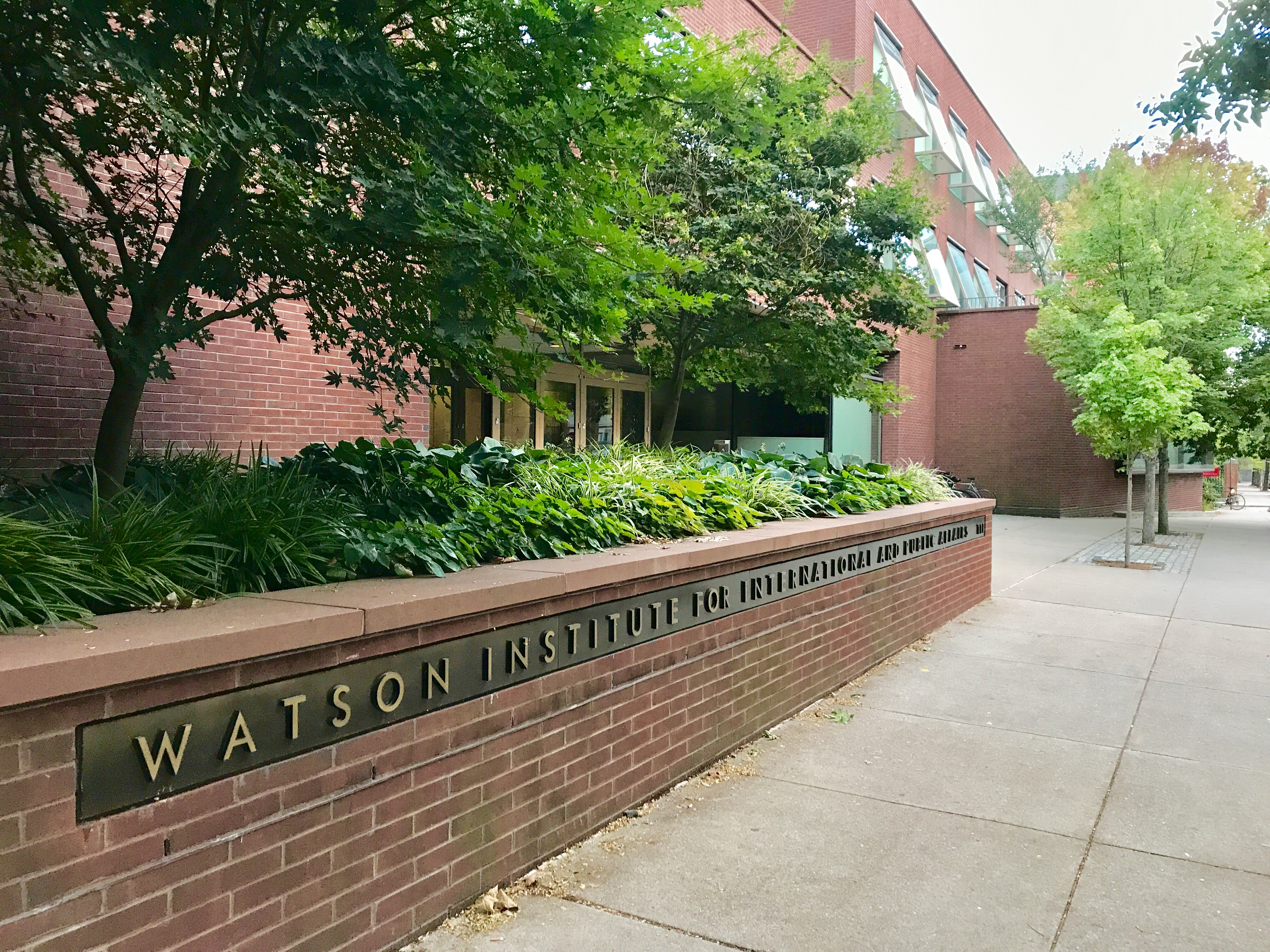
沃森国际和公共事务研究所（2002）
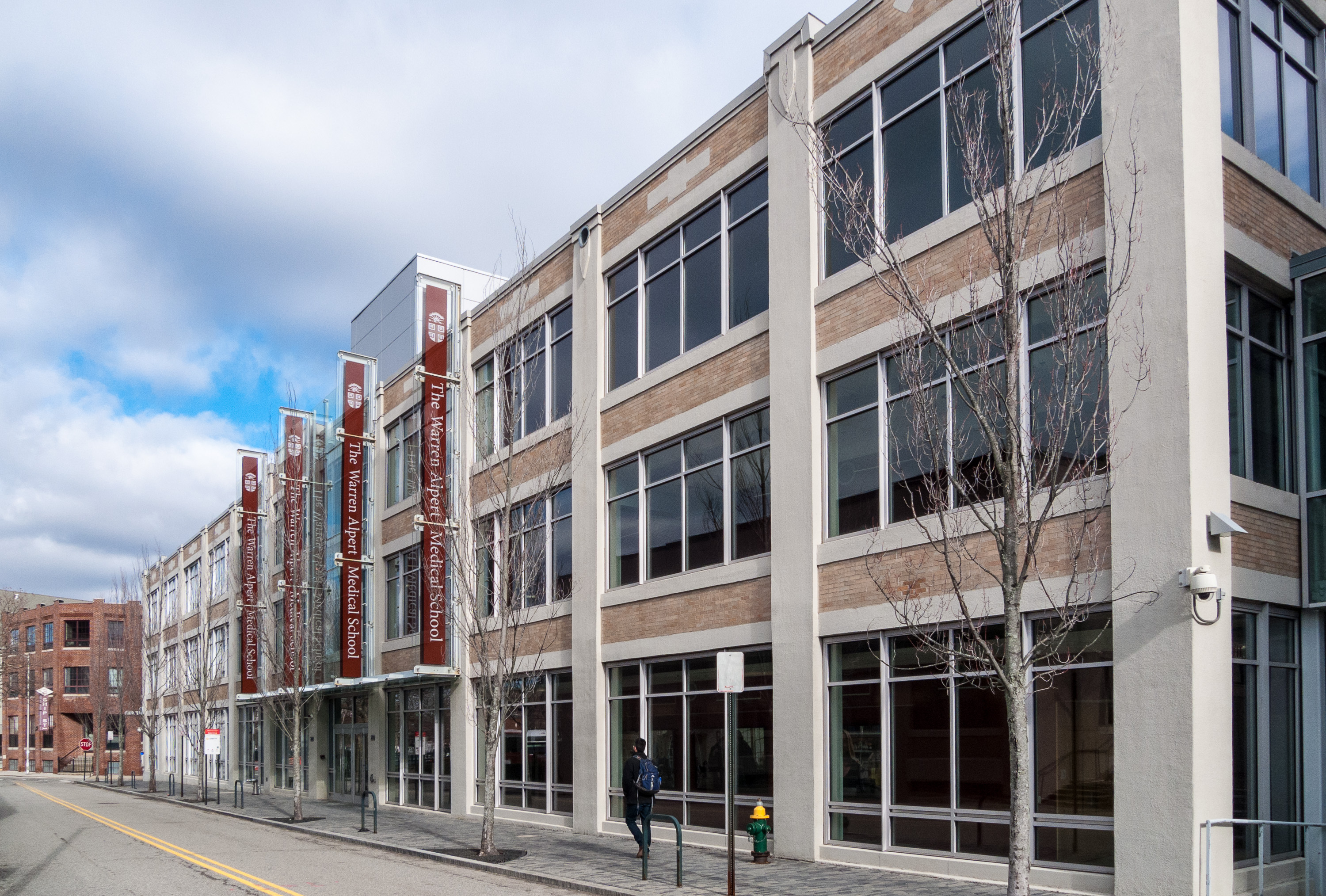
阿尔伯特医学院（2011）
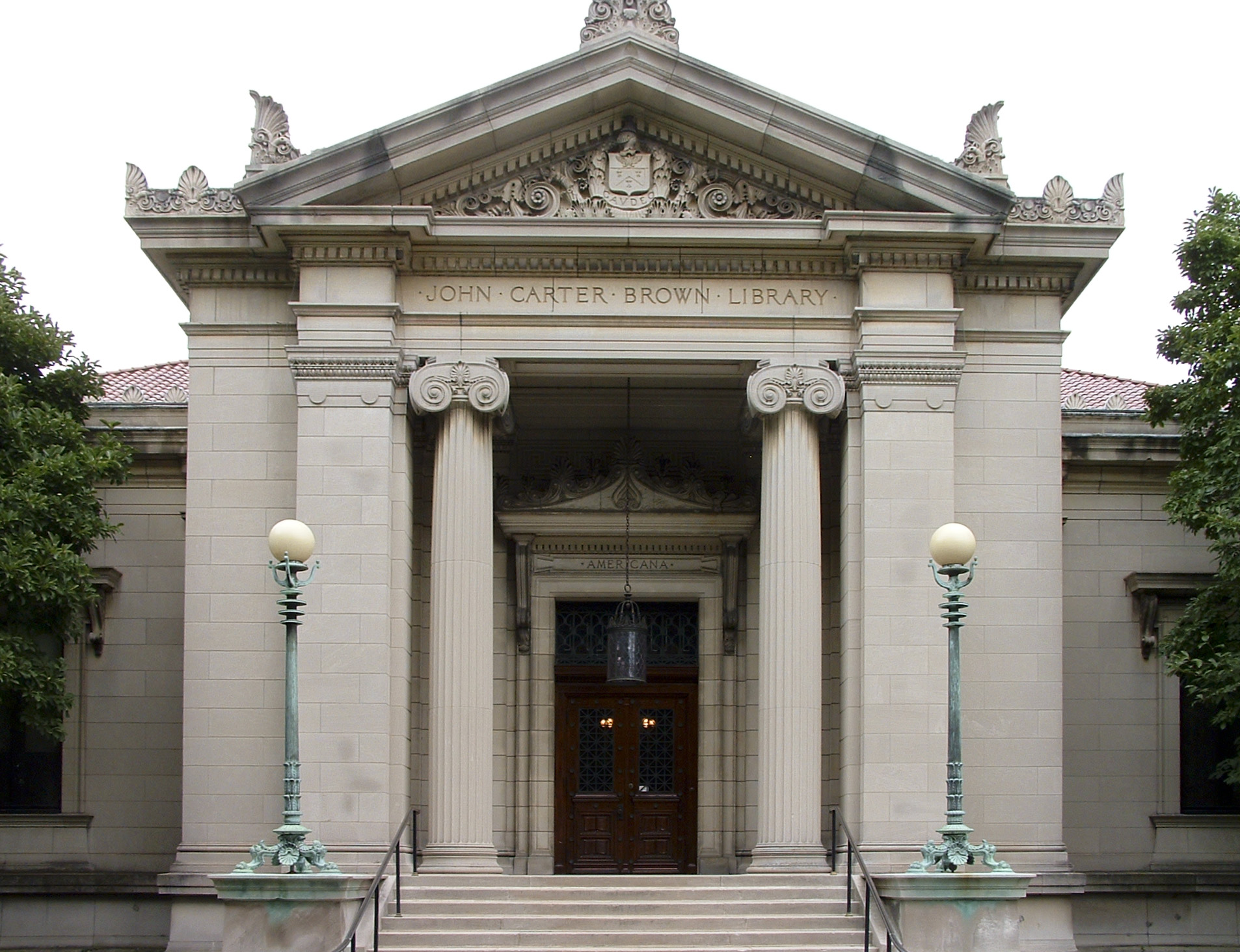
约翰·卡特·布朗图书馆

1764年建校时取名为罗德岛学院，是新英格兰地区第三古老，全美第七古老的高校，離哈佛大学（位于剑桥）有90公里左右，大约1小时25分钟車程。

## 教学

### 布朗/RISD双学位项目
布朗与罗德岛设计学院（RISD）毗邻，后者是全美一流的艺术学院。布朗与RISD的学生可以自由选修对方学校的课。布朗的学生可以将最多四门RISD课程计入自己的学位课程之内。
布朗/RISD双学位项目2015年秋季录取了512名申请者中的17位，录取率为3.3%。被录入该项目的学生将在五年内完成学业，届时将同时获得布朗的文学学士学位（A.B.）以及RISD的艺术学士学位（B.F.A.）。
修读双学位的学生可以选择独特的跨学科教育方向，例如工业设计与工程，哲学与雕塑，或者建筑学与城市研究。

## 排名
布朗大學是美國的頂尖大學之一，2005年美國全國經濟研究所按高中生顯示性偏好將其排在全美第7位，此外因為有眾多的羅德獎學金、杜魯門獎學金、馬歇爾獎學金、蓋茨獎學金得主而列在新聞週刊/每日野獸的“美國聰明人士最多學校”（America's Brainiac Schools）中第5位。

## 校友
- 龐建國，台灣政治人物，曾任台北市議員與立法委員。
- 杨卫，浙江大学校长, 固體力学专家，中國科学院院士。
- 王仁, 中國科学院学部委员，中国大陆力学与地质学和固体地球物理学相结合的先驱者。
- 约翰·普拉特，丹尼森大學首任校長
- 金墉, 前世界銀行行長。
- 布里安·莫尼罕, 美国银行主席兼CEO。
- 安迪·赫兹菲尔德，美國计算机科学家与程式员，是麦金塔电脑开发小组最早的成员之一。现服务于Google。
- 小约翰·戴维森·洛克菲勒，美国著名慈善家、洛克菲勒家族的重要人物。
- 約翰·海，林肯總統的私人秘書。
- 小約翰‧肯尼迪，肯尼迪總統的兒子。
- 艾美·卡特，卡特總統的女兒。
- 丁启财，美國伊利诺伊大学芝加哥分校教授，固體力学专家。
- 蔡斯，美國陸軍少將，擔任過太平洋戰爭戰場指揮官、駐台美軍顧問團團長。
- 艾瑪·華森，英國女演員，因出演電影《哈利波特》系列而聞名。
- 岡政偉，美劇《英雄》中的男主角之一。
- 洛瑞恩·尼科尔森，美國女演員。
- 阿迦汗五世，伊斯兰教什叶派伊斯玛仪派尼扎里教派（英语：Nizari Isma'ilism）最高精神领袖。

## 外部連結
- 布朗大學 （页面存档备份，存于）